# Долгое (озеро, Уфа, Дудкино)
Долгое — озеро в Башкирии, на территории Уфы, является старицей реки Уфы. Площадь озера — 0,42 км². Расположено на высоте 87 метров над уровнем моря в болотистой пойме реки Уфы, окружено дубово-вязовым и дубово-осиновым лесом, с запада примыкает к деревне Дудкино и прилегающим садам.
Соединено протокой с лежащим южнее него озером Онучино, а также с озёрами Кудельное (на востоке) и Тёплое (на севере).

### История
До Столыпинских реформ, территория вместе с озером принадлежала Уфимскому Успенскому мужскому монастырю